# Lucien Daudet
Lucien Daudet (Parigi, 11 giugno 1878 – Parigi, 1946) è stato uno scrittore francese, figlio del celebre romanziere Alphonse Daudet e noto per la sua relazione sentimentale con Marcel Proust.

## Biografia

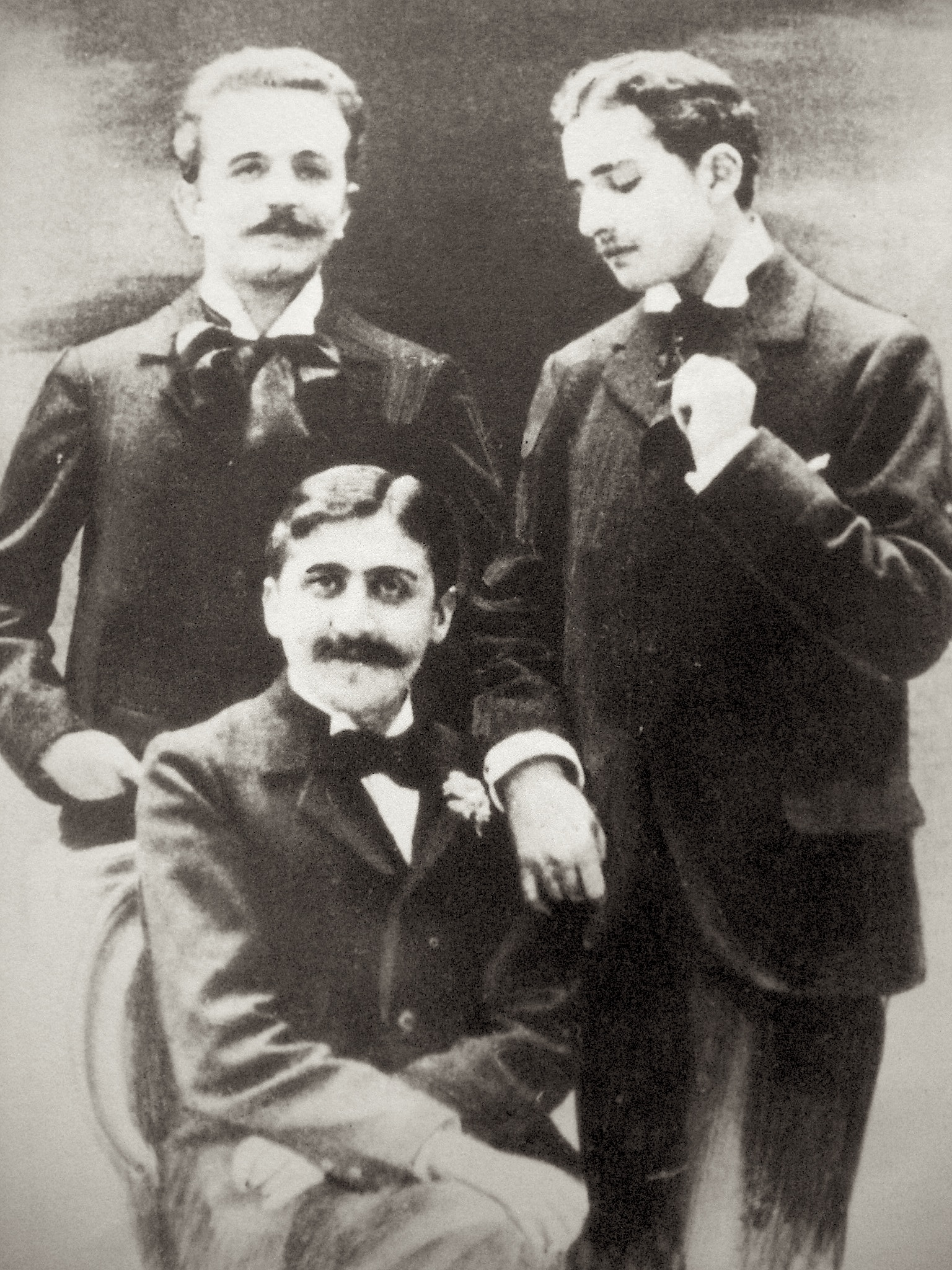
Marcel Proust con alla sua sinistra Lucien Daudet. La foto fece adirare la madre di Proust.

Lucien Daudet nacque a Parigi nel 1878, secondogenito del romanziere Alphonse Daudet, autore di Tartarino di Tarascona, e di Julia Allard. Suo fratello maggiore Léon (1867-1942) divenne a sua volta un celebre scrittore e anche sua sorella Edmée (1886-1937), cui fu molto legato, si dedicò alla scrittura. In famiglia erano praticamente tutti scrittori: il padre, il fratello, la sorella, la cognata (Martha Allard con lo pseudonimo di "Pampille") e lo zio, Ernest Daudet. Nella sua vita Lucien pubblicò quindici opere.
Figlio della Belle Époque, crebbe in un ambiente estremamente colto e raffinato. Bellissimo - fu descritto come «molto elegante, snello e fragile, dal viso tenero ed un poco effeminato» da Jean-Yves Tadié - condusse un'intensa vita mondana nei salotti letterari fin dall'adolescenza. Giovanissimo, conobbe Marcel Proust con cui intrecciò una relazione sentimentale. Un celebre scatto del 1894 ritrae il sedicenne Lucien che guarda affettuosamente Marcel: la foto portò a un violento litigio tra Proust e sua madre. La cosa fu rivelata da Jean Lorrain nel suo Journal e per questo, nel 1897, Proust si batté in duello con lui.
Alla fine degli anni novanta, durante un viaggio nel sud della Francia, divenne il protetto dell'imperatrice Eugenia, l'anziana vedova di Napoleone III. La donna, ammiratrice di Daudet padre, conosceva già il giovane Lucien e decise di metterlo sotto la sua protezione, invogliandolo a scrivere e a non scialacquare tempo e denaro in attività futili. La loro amicizia divenne estremamente profonda e la sovrana - che nel 1879 aveva perduto il suo unico figlio - trattò il giovane scrittore in modo materno: lo vezzeggiava chiamandolo Luciano, mon cher enfant o mon cher.
Nel 1910 Daudet ottenne dall'imperatrice un grande privilegio: scrivere un libro su di lei. Eugenia aveva deciso di non scrivere memorie, né autorizzare sue biografie (ne furono pubblicate molte e piene di errori) perché non voleva giustificare le sue azioni, ma confidava nella "verità della Storia". Inizialmente rifiutò anche la proposta di Daudet, per poi accettarla quand'egli le spiegò che non avrebbe scritto un libro di storia, ma un ritratto psicologico, con i suoi gusti e le sue preferenze, «un ritratto scritto». Il libro fu pubblicato a Parigi all'inizio del 1912 (anche se presentava la data 1911) col titolo L'Impératrice Eugénie (per i biografi dell'imperatrice Eugenia si tratta di un testo fondamentale per capire la "donna" oltre alla "sovrana"). Daudet fu anche un caro amico di Jean Cocteau e lo presentò alla sua mecenate, della quale il grande drammaturgo ha lasciato delle interessanti descrizioni nei suoi Souvenirs.
Allo scoppio della Grande Guerra si interruppero le visite di Daudet a Farnbourgh Hill, la residenza inglese dove viveva l'imperatrice in esilio. Quando, dopo la pace, l'imperatrice Eugenia poté tornare a Parigi - nel dicembre 1919 - Daudet fu uno dei primi ad andare ad omaggiarla all'Hotel Continental. La vide per l'ultima volta in Francia: l'imperatrice proseguì il suo viaggio in Spagna, dove morì nel luglio 1920. Lucien Daudet la omaggiò ripubblicando il suo libro con un nuovo titolo, L'inconnue (La sconosciuta), con in più diverse note e alcuni aneddoti sugli anni della guerra. Il libro fu pubblicato nel 1922. Daudet dedicò, infine, un terzo libro alla sua protettrice, Dans l'ombre de l'impératrice Eugénie, 1935.
Il rapporto con l'imperatrice Eugenia aveva permesso a Lucien Daudet di mettere in pratica le sue qualità di scrittore. Morta lei, il suo estro andò dissolvendosi, pubblicando soltanto una raccolta di lettere con Proust e una biografia di suo padre, Vie d'Alphonse Daudet, 1941. Per tutta la sua vita Lucien Daudet si sentì schiacciato dalla bravura e dalla celebrità del padre: «Sono figlio di un uomo del quale la celebrità e il talento contano per diverse generazioni, io rimango nella sua ombra». Daudet fu anche pittore, allievo di James Abbott McNeill Whistler, ma anche in questo caso si sentì oppresso dal grande nome del maestro: «Mi ha donato un certo gusto nella pittura, ma mi ha donato allo stesso tempo un grandissimo disprezzo per ciò che non è di primo ordine... ed io applico questo disprezzo a ciò che faccio».
Verso la fine della sua vita, nel 1943, si sposò con Marie-Thérèse, sorella di Pierre Benoît. Daudet morì a Parigi nel 1946.

## Opere
- Le Chemin mort, 1908
- La Fourmilière, 1909
- Le Prince des cravates, 1910
- L'Impératrice Eugénie, Fayard, 1911
- Evidences, Editions de la Sirène, 1920
- Les yeux neufs, Flammarion, 1921
- Calendrier, Editions de la Sirène, 1922
- L'Inconnue, Flammarion, 1922
- L'age de raison, Flammarion, 1923
- Autour de soixante lettres de Marcel Proust, 1928
- La dimension nouvelle, Cres George, 1929
- Dans l'ombre de l'impératrice Eugénie, Gallimard, 1935
- Vie d'Alphonse Daudet, 1941
- Lettres familiales d'Alphonse Daudet, 1944